# Бойков, Владимир Николаевич
Влади́мир Никола́евич Бойко́в (12 июля 1907, Троицкое, Московская губерния — 15 апреля 1978, Москва) — советский режиссёр документального кино. Лауреат трёх Сталинских премий (1948, 1949, 1950) и Государственной премии СССР (1969).

## Биография
Родился 30 июня (12 июля) 1907 года в селе Троицкое (ныне — деревня в городском округе Клин). В 1922 году семья переехала в Москву, там же оканчивал школу фабрично-заводского ученичества при Замоскворецком трамвайном парке. В 1925 году начал работать архивариусом партколлегии ЦКК в ЦК ВКП(б), параллельно с 1926 года проходил обучение в Экспериментальном киноколлективе С. Юткевича (ЭККЮ).
С 1926 по 1929 год работал осветителем и помощником режиссёра на 1-й фабрике «Совкино», принимал участие в создании фильма «Перегон смерти» (1929). В период 1929—1931 годов служил в Красной армии. По возвращении — ассистент режиссёра на московской кинофабрике «Союзкинохроника», с 1934 года — режиссёр.
В 1942 году вместе с частью студии был эвакуирован в Куйбышев, где продолжил работать на базе Куйбышевская студия хроникально-документальных фильмов. В 1943—1944 годах — на вновь созданной Свердловской киностудии. С июня 1944 года на Центральной студии документальных фильмов в Москве.
Большинство фильмов Бойкова посвящено Советской Армии. Автор сюжетов кинопериодики: «Новости дня», «Советская Армия», «Советский спорт», «Совкиножурнал», «Союзкиножурнал».
Член Союза кинематографистов СССР.

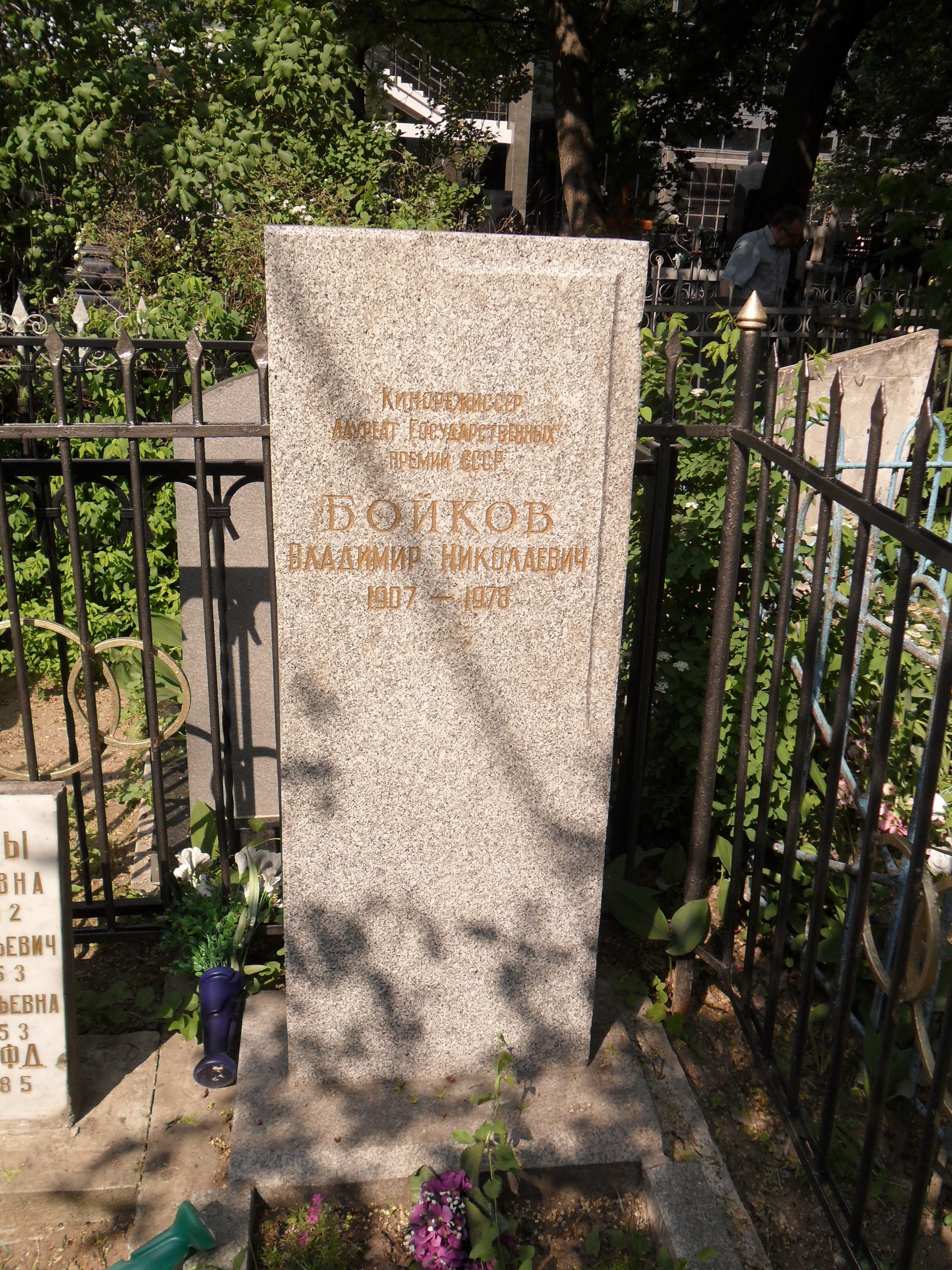
Могила В. Н. Бойкова на Ваганьковском кладбище

Похоронен на Ваганьковском кладбище (участок № 12)

### Семья
- отец — Николай Васильевич Бойков;
- мать — Анна Тарасовна Бойкова;
- брат — Алексей Николаевич Бойков; погиб на фронте во время Великой Отечественной войны;
- первая жена — Мария Суреновна Спандарян (1902—1945), ассистент режиссёра, работала на ЦСДФ;
  - падчерица — Нина Лебедева, окончила музыкальную школу при Московской консерватории, жена драматурга и киносценариста Виктора Ольшанского, мать публициста Дмитрия Ольшанского;
- вторая жена — Мая Николаевна Попова (1924—2018), кинооператор, работала на ЦСДФ;
  - дочь — Елена Владимировна Бойкова (род. 1949), кандидат исторических наук[2].

## Фильмография
Режиссёр
- 1935 — Кавалеристы
- 1935 — Мастера высоких урожаев
- 1936 — Лос-Анджелес – Москва
- 1936 — Непобедимая
- 1936 — Слово Сталину
- 1936 — Солнечное затмение
- 1936 — Сталинские соколы
- 1937 — Москва выбирает (совместно с С. Гуровым)
- 1937 — Северный полюс завоёван нами (совместно с С. Гуровым)
- 1938 — Речь В. М. Молотова на 1-й сессии Верховного Совета СССР (совместно с С. Гуровым)
- 1938 — С трибуны 1-й сессии Верховного Совета СССР (совместно с Ф. Киселёвым, Н. Соловьёвым, С. Гуровым)
- 1938 — У южных границ
- 1938 — Физкультурники обороны
- 1939 — Великая присяга (совместно с С. Гуровым и И. Кравчуновским)
- 1939 — На морских рубежах (совместно с В. Беляевым)
- 1939 — Песни и пляски горняков Донбасса (совместно с С. Гуровым и И. Кравчуновским)
- 1939 — Слава сталинским соколам (совместно с И. Кравчуновским)
- 1941 — Маршал С. К. Тимошенко
- 1941 — Танкисты
- 1942 — Под белыми куполами
- 1943 — Урал куёт победу (совместно с Ф. Киселёвым и Я. Бабушкиным)
- 1943 — Столица Урала
- 1944 — Город N
- 1944 — Урал ЗИС
- 1945 — В горах Южного Урала
- 1945 — В горах Южного Урала
- 1946 — День танкистов
- 1946 — Парад молодости (совместно с Е. Свиловой)
- 1947 — В. В. Вахрушев
- 1947 — День воздушного флота СССР
- 1947 — Советские инженеры
- 1948 — День воздушного флота СССР (совместно с Л. Кристи)
- 1948 — На воздушных трассах
- 1949 — День воздушного флота СССР (совм. с С. Гуровым)
- 1950 — 30 лет советского кино (совместно с С. Гуровым)
- 1950 — Встреча чемпионов
- 1951 — День воздушного флота СССР
- 1951 — На воздушных путях
- 1951 — Первенство Советского Союза по конному спорту
- 1951 — Спорт отважных
- 1952 — Всесоюзные соревнования фигуристов
- 1952 — День Воздушного Флота СССР
- 1953 — Мастера спортивной гимнастики
- 1953 — Праздник советской авиации
- 1953 — Советские гимнасты
- 1953 — Советские лыжники
- 1954 — Воздушный парад
- 1954 — Праздник на стадионе «Динамо»
- 1955 — Крылья Родины
- 1955 — На воздушных линиях Аэрофлота
- 1956 — В дни Спартакиады (совместно с И. Венжер)
- 1956 — На одном Уральском заводе
- 1956 — Пребывание в СССР делегации народной палаты ГДР
- 1956 — Посланцы великого народа (совместно с И. Сеткиной)
- 1956 — Советско-японские переговоры в Москве
- 1957 — В последние дни зимы
- 1957 — Нерушима советско-германская дружба
- 1957 — Парламентская делегация Бирмы в Советском Союзе
- 1957 — Пребывание в Москве правительственной делегации ГДР
- 1957 — Прибытие партийно-правительственной делегации Советского Союза в ГДР
- 1958 — Бирманские парламентарии в Советской стране
- 1959 — Имени Ленина
- 1959 — Матч борцов СССР—США
- 1959 — Пусть мирным будет небо
- 1959 — Чемпионат мира на Урале
- 1960 — Символ дружбы
- 1960 — Электростанции – новостройки семилетки
- 1962 — Могучие крылья
- 1962 — Нерушимая братская дружба
- 1962 — Праздник великой дружбы
- 1962 — Командир полка
- 1962 — Это наш флот!
- 1963 — В пламени и славе
- 1964 — Дружбе нашей жить вечно[4]
- 1964 — Мемориал братьев Знаменских
- 1965 — Братство на века
- 1965 — На земле, в небесах и на море
- 1966 — Гвардейцы
- 1966 — Канадские встречи
- 1967 — Крылья Октября
- 1967 — Народа верные сыны (совместно с Б. Небылицким)
- 1967 — Парламентарии ГДР в Советском Союзе
- 1968 — Высшее воздушно-десантное
- 1968 — Парламентарии Камеруна в СССР
- 1968 — Служу Советскому Союзу (совместно с Б. Небылицким)
- 1968 — Я буду Родины солдатом
- 1969 — За строкой колхозного устава[5]
- 1969 — Парламентарии Камеруна в СССР
- 1970 — Единство
- 1970 — Так мужают мальчишки
- 1970 — Чехословацкие парламентарии в СССР
- 1971 — С неба на землю в бой!
- 1971 — Авиации, армии, флоту
- 1971 — Летающие люди
- 1973 — Дни солдатские
- 1973 — Серебряные крылья (совместно с Б. Небылицким, А. Воронцовым)
- 1974 — Воля, смелость, мастерство
- 1974 — Советская Армия, гвардейцы 70-х годов[6]
- 1975 — Наследники Победы (совместно с В. Венделовским)
- 1978 — Родословная подвига (совместно с С. Пумпянской)[7][K 1]

Сценарист
- 1943 — Урал куёт победу (совместно с Б. Агаповым)

## Награды и премии
- медаль «За доблестный труд в Великой Отечественной войне 1941—1945 гг.» (1945)[2]
- Сталинская премия второй степени (1948) — за фильм «День воздушного флота СССР» (1947)[1]
- орден Трудового Красного Знамени (15 сентября 1948)[2]
- медаль «В память 800-летия Москвы» (1948)[2]
- Сталинская премия первой степени (1949) — за фильм «День воздушного флота СССР» (1948)[1][8]
- Сталинская премия первой степени (1950) — за фильм «День воздушного флота СССР» (1949)[1]
- нагрудный значок «За отличную работу» Министерства культуры СССР (1957)[2]
- нагрудный значок «Отличник кинематографии СССР» (1966)[2]
- Государственная премия СССР (1969) — за фильм «Служу Советскому Союзу» (1968) и «Народа верные сыны» (1967)[1]

## Комментарии
1. ↑  полнометражный документальный фильм «Родословная подвига» (1978) получил гран-при «Три воина» на МКФ армий стран участниц Варшавского договора (Веспрем, Венгрия)[2].